# Stillfront Group
Stillfront Group AB ist ein in Schweden ansässiges, börsennotiertes Unternehmen, das sich auf den Erwerb und das Management von Studios für Mobile- und Browser-Spiele spezialisiert hat.

## Geschichte
Stillfront wurde 2010 von Jörgen Larsson gegründet, begann jedoch erst ab 2012 mit dem operativen Geschäft. Das Unternehmen verfolgt eine Strategie, langfristig erfolgreiche Spiele durch den Erwerb unabhängiger Studios in ein diversifiziertes Portfolio aufzunehmen, wobei diese weiterhin operativ eigenständig bleiben.

## Portfolio
Stillfront betreibt ein breites Portfolio aus Studios und Spielen, darunter u. a. Goodgame Studios, Imperia Online, Kixeye, Storm8, Candywriter, Nanobit, Moonfrog, Jawaker und viele andere.